# Ciclisme als Jocs Olímpics d'Estiu de 1956
Als Jocs Olímpics d'Estiu de 1956 celebrats a la ciutat de Melbourne (Austràlia) es disputaren 6 proves de ciclisme, totes elles en categoria masculina. Aquestes proves es dividiren en dues de ciclisme en ruta, formades per una contrarellotge individual, el temps de la qual fou utilitzada per a decidir el resultat de la contrarellotge per equips, i en quatre proves de ciclisme en pista.
Les proves es realitzaren entre els dies 3 i 6 de desembre de 1956. Hi participaren un total de 161 corredors de 30 comitès nacionals diferents.

## Resum de medalles

### Ciclisma en ruta
| Prova                   | Or                                                         | Argent                                                    | Bronze                                                      |
| Ruta Detalls            | Ercole Baldini                                             | Arnaud Geyre                                              | Alan Jackson                                                |
| Ruta per equips Detalls | FrançaArnaud Geyre · Maurice Moucheraud · Michel Vermeulin | Regne UnitArthur Brittain · William Holmes · Alan Jackson | AlemanyaReinhold Pommer · Gustav-Adolf Schur · Horst Tüller |

### Ciclisma en pista
| Prova                             | Or                                                                                | Argent                                                                     | Bronze                                                                  |
| Quilòmetre contrarellotge Detalls | Leandro Faggin                                                                    | Ladislav Fouček                                                            | Alfred Swift                                                            |
| Velocitat individual Detalls      | Michel Rousseau                                                                   | Guglielmo Pesenti                                                          | Dick Ploog                                                              |
| Tàndem Detalls                    | AustràliaJoey Browne · Anthony Marchant                                           | TxecoslovàquiaLadislav Fouček · Václav Machek                              | ItàliaGiuseppe Ogna · Cesare Pinarello                                  |
| Persecució per equips Detalls     | ItàliaValentino Gasparella · Antonio Domenicali · Leandro Faggin · Franco Gandini | FrançaMichel Vermeulin · René Bianchi · Jean Graczyk · Jean-Claude Lecante | Regne UnitTom Simpson · Donald Burgess · Michael Gambrill · John Geddes |

## Medaller
| Posició | País           | Or | Argent | Bronze | Total |
| 1       | Itàlia         | 3  | 1      | 1      | 5     |
| 2       | França         | 2  | 2      | 0      | 4     |
| 3       | Austràlia      | 1  | 0      | 1      | 2     |
| 4       | Txecoslovàquia | 0  | 2      | 0      | 2     |
| 5       | Regne Unit     | 0  | 1      | 2      | 3     |
| 6       | Alemanya       | 0  | 0      | 1      | 1     |
| 6       | Sud-àfrica     | 0  | 0      | 1      | 1     |